# Préférences unimodales
 (janvier 2025).
 (juillet 2025).
Les préférences unimodales sont une catégorie de relations de préférence. Un individu a des préférences unimodales sur un ensemble de résultats (paniers de biens, états sociaux, élus, etc.) si ses préférences l'amènent à classer les choix d'une manière hiérarchique nette, représentable le long d'une ligne, telle que :
1. l'individu a un résultat préféré par-dessus tous les autres ;
2. plus les autres choix s'éloignent de l'optimum, plus ils sont classés bas dans l'ordre de préférence.

La notion de préférence unimodale a été introduite par Duncan Black en 1948 et développée par Kenneth Arrow en 1951.

## Exemples
Un exemple de préférence unimodale peut se trouver dans le choix d'un taux d'imposition. Supposons qu'un individu doive choisir entre 6 taux d'imposition différents de ses revenus : 10 %, 20 %, 30 %, 40 %, 50 %, 60 %. Si l'individu préfère un taux de 40 % (peu importe la raison), ses préférences, si elles sont unimodales, impliquent que plus le taux effectivement appliqué est éloigné de 40 %, plus il sera classé bas par l'individu, de manière linéaire (i.e. monotone).
Un autre exemple peut porter sur le choix politique français lors de l'élection présidentielle de 2022. L'axe gauche-droite est propice à l'expression de préférences unimodales. Considérons un ensemble d'électeurs qui préfèrent toujours le candidat le plus à gauche possible. En 2022, si ces électeur-types avaient dû hiérarchiser leurs choix entre Philippe Poutou, Jean-Luc Mélenchon, Emmanuel Macron, Valérie Pécresse et Marine Le Pen uniquement – en acceptant que cette liste va du candidat le plus à gauche à celui le moins à gauche –, leur classement aurait été le même pour tous :
1. Philippe Poutou
2. Jean-Luc Mélenchon
3. Emmanuel Macron
4. Valérie Pécresse
5. Marine Le Pen

Un autre classement aurait été impossible. Les préférences « Le Pen {\displaystyle \succ } Macron {\displaystyle \succ } Mélenchon {\displaystyle \succ } Pécresse {\displaystyle \succ } Poutou » ou « Le Pen {\displaystyle \succ } Macron {\displaystyle \succ } Mélenchon {\displaystyle \succ } Poutou {\displaystyle \succ } Pécresse » n'existent pas.

### Représentation graphique
Les préférences unimodales peuvent s'interpréter géométriquement comme des fonctions admettant un unique maximum ou pic et strictement décroissantes par ailleurs (en anglais, les termes « single-peaked preferences » expriment bien cette idée). En reprenant le premier exemple, on obtient :

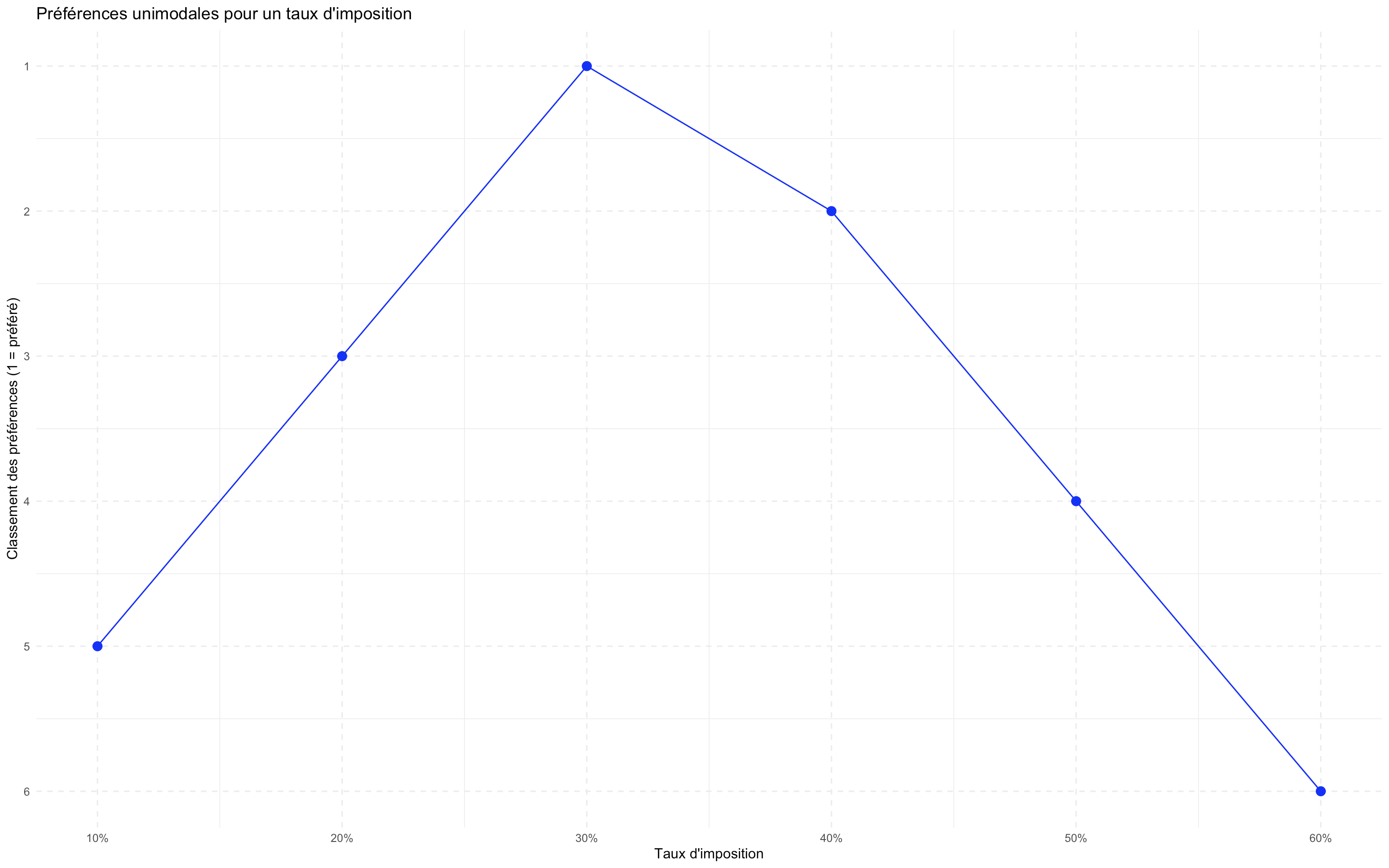
Représentation graphique des préférences unimodales d'un individu sur le taux d'imposition idéal.

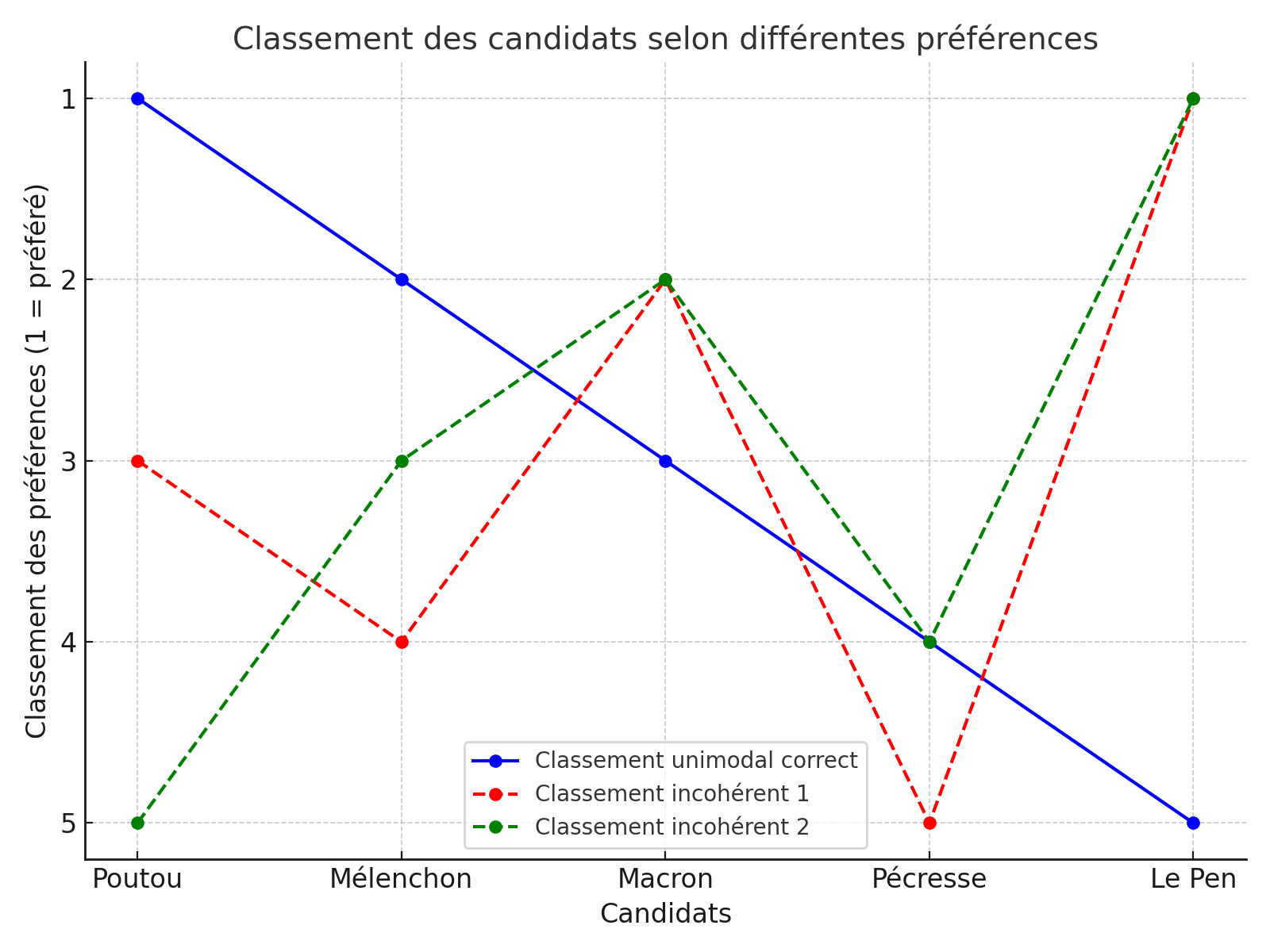
Représentation graphique des préférences de trois individus sur les candidats à l'élection présidentielle de 2022.

Pour le second exemple, on a :

## Paradoxe de Condorcet et théorie de l'électeur médian
Lorsque que les préférences de tous les individus exprimant leur vote sont unimodales, le paradoxe de Condorcet disparaît. La transitivité des choix est préservée à l'échelle agrégée.

### Théorème
Ken-Ichi Inada a établi le théorème suivant : 
si tous les individus ont des préférences unimodales, il existe toujours un gagnant de Condorcet qui coïncide avec l'électeur médian.